# Antnäs
Antnäs is een stadje (tätort) binnen de Zweedse gemeente Luleå.
Samen met de omliggende plaatsen Måttsund, Alvik, Skäret, Mörön en Ersnäs wordt het ook wel Sörbyarna genoemd.

## Verkeer en vervoer
Bij de plaats lopen de E4 en Riksväg 94.
Bestuurscentrum: Luleå (Tätort)
Tätort: Alvik · Antnäs · Bälinge · Bensbyn · Bergnäset · Brändön · Ersnäs · Gammelstad · Jämtön · Kallax · Karlsvik · Klöverträsk · Måttsund · Persön · Råneå · Rutvik · Södra Sunderbyn
Småort: Ale · Ängesbyn · Avan · Björknäs en Harrviken · Björsbyn · Böle · Börjelslandet · Brännan · Bränslan · Fällträsk · Gäddvik · Hagaviken · Midbyn · Mörön · Niemisel · Norra Gäddvik · Örarna · Reveln · Smedsbyn · Södra Prästholm · Sundom · Vitå
Overig: Alhamn · Skäret · Niemiholm